# Кипарис кашмирский
Кипарис кашмирский (лат. Cupressus cashmeriana) — вечнозелёное хвойное дерево семейства Кипарисовые. Довольно быстро растёт и является самым высоким деревом в Азии.
Кипарис кашмирский представляет собой хвойное дерево с узкопирамидальной кроной. Имеет чешуевидные листья, под солнцем приобретающие интенсивную сизую окраску. Вырастает до 20-45 м в высоту.
Происходит из восточных Гималаев в Бутане и близлежащих районов региона Аруначал-Прадеш в северной Индии. Растёт на умеренных высотах от 1250 до 2800 м. В конце XIX века был завезён на Черноморское побережье Кавказа, где к семидесятилетнему возрасту он достигает 20-25 м в высоту при диаметре ствола 50-70 см.

## Культурное значение и применение
Данное растение является национальным символом Бутана.